# Obroża

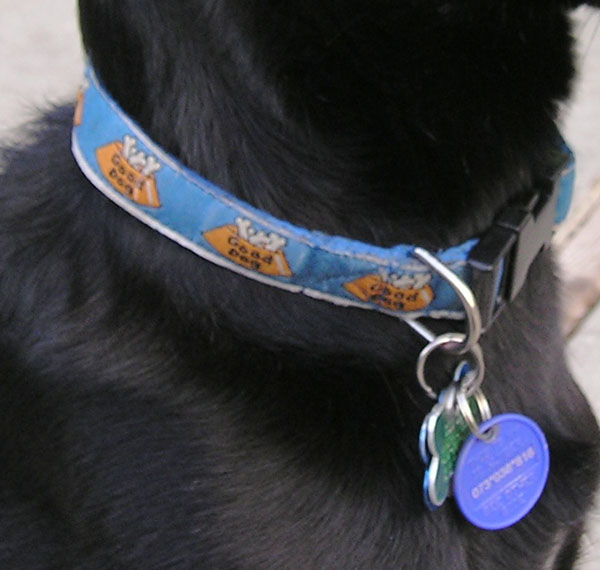
Obroża na szyi psa

Obroża – zazwyczaj taśma albo łańcuszek zapinany na szyi zwierzęcia, najczęściej psa, rzadziej kota, fretki domowej i innych. Istnieje wiele rodzajów obroży, np. obroża łańcuszkowa, obroża taśmowa, obroża skórzana, obroża uzdowa, kolczatka itd.
Obroża służy do przypięcia smyczy. Pozwala kontrolować zwierzę na spacerach.
Do umieszczonego na obroży metalowego kółka przypina się również tzw. „numerek” psa, czyli jego identyfikator. Na odwrocie obroży właściciel często wpisuje swój numer telefonu, umożliwiający kontakt z nim w razie odnalezienia przez inną osobę zgubionego przez niego zwierzęcia.
Obroże używane są też w BDSM.

## Historia
Historia obroży sięga początków udomowienia psa. Zachowały się egzemplarze pochodzące ze starożytności. W grobowcu króla Cuo, władcy Zhongshanu (323–309 p.n.e.) znaleziono szkielety psów, na których szyjach znajdowały się ozdobne obroże.

## Muzea
Na zamku w Leeds w Wielkiej Brytanii można znaleźć Muzeum Psich Obroży.